# فرودگاه پیکل لیک
 فرودگاه پیکل لیک (به انگلیسی: Pickle Lake Airport) یک فرودگاه همگانی باربری با کد یاتا YPL است که یک باند فرود آسفالت دارد و طول باند آن ۱۵۰۰ متر است. این فرودگاه در کشور کانادا قرار دارد و در ارتفاع ۳۸۶ متری از سطح دریا واقع شده است.